# Mabel Cadena

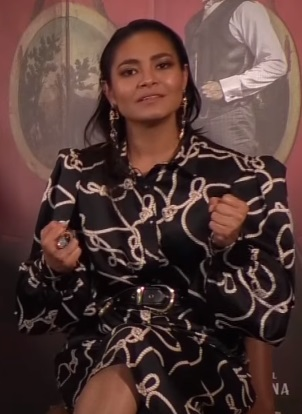
Mabel Cadena, 2020

Mitzi Mabel Cadena (* 23. September 1990 in Toluca de Lerdo, México) ist eine mexikanische Schauspielerin.

## Leben
Cadena wurde am 23. September 1990 in Toluca de Lerdo geboren, wuchs allerdings in der Stadt Minatitlán im Bundesstaat Veracruz auf. Nach ihrem Abschluss zur Schauspielerin an der CasAzul Artes Escénicas Argos Academy machte sie ihren Bachelor in Psychologie und später ihren Masterabschluss im selben Fach. Ihre ersten Schritte als Schauspielerin machte sie in einer Reihe von Theaterproduktionen wie Enemigo de Clase, Las lágrimas de Oedipo, Manual De Desuso, In Memoriam und Los Motivos del Lobo.
Ab 2012 begann sie auch in Fernsehproduktionen mitzuwirken. So war sie in zehn Episoden der Fernsehserie Capadocia in der Rolle der Adela Rosa Chávez zu sehen. In den nächsten Jahren folgten weitere kleinere und größere Rollenbesetzungen in verschiedenen Fernsehserien. Von 2019 bis 2021 war sie in insgesamt elf Episoden der Fernsehserie Monarca in der Rolle der Itzel zu sehen. 2020 spielte sie im Film Der Ball der 41 die Rolle der Amada Díaz. Einem breiten, internationalen Publikum wurde sie 2022 durch ihre Rolle der Namora im Blockbuster Black Panther: Wakanda Forever bekannt.

## Filmografie (Auswahl)
- 2012: Rosa Diamante (Fernsehserie, Episode 1x66)
- 2012: Capadocia (Fernsehserie, 10 Episoden)
- 2014: Camelia La Texana (Fernsehserie, 2 Episoden)
- 2014: El Señor de los Cielos (Fernsehserie, 2 Episoden)
- 2015: Menage à trois (Kurzfilm)
- 2017: Érase una vez (Fernsehserie, Episode 1x07)
- 2017: Las Malcriadas (Fernsehserie, 3 Episoden)
- 2017: El Vato (Fernsehserie, Episode 2x09)
- 2017: Fight Back (Kurzfilm)
- 2017–2018: Ingobernable (Fernsehserie, 9 Episoden, verschiedene Rollen)
- 2018: Dos Veces Tú
- 2018: Por la Máscara (Fernsehserie, 5 Episoden)
- 2019: La Bandida (Fernsehserie, 6 Episoden)
- 2019: Hernán (Fernsehserie, 5 Episoden)
- 2019–2021: Monarca (Fernsehserie, 11 Episoden)
- 2020: Asphalt Goddess (La diosa del asfalto)
- 2020: Der Ball der 41 (El baile de los 41)
- 2021: Nicht meine Schuld: Mexiko (No fue mi culpa: México, Fernsehserie, 2 Episoden)
- 2021: Ciudad de Abajo (City Bellow) (Podcastserie)
- 2021: Cuatro minutos (Kurzfilm)
- 2022: Los Enviados (Fernsehserie, 2 Episoden)
- 2022: Señorita 89 (Fernsehserie, 4 Episoden)
- 2022: Venganza Póstuma (Kurzfilm)
- 2022: Black Panther: Wakanda Forever
- 2022: Dive
- 2023: Ecstasy (Kurzfilm)

## Theater (Auswahl)
- Enemigo de Clase, Regie: Sebastián Zurita
- Las lágrimas de Oedipo, Regie: Wajdi Mouawad und Hugo Arrevillaga
- Manual De Desuso, Regie: Edurne Goded
- In Memoriam, Regie: José Caballero
- Los Motivos del Lobo, Regie: Rodolfo Obregón